# Festival des Arcs
Ne doit pas être confondu avec Festival de cinéma européen des Arcs.
 (juin 2020).
Si vous disposez d'ouvrages ou d'articles de référence ou si vous connaissez des sites web de qualité traitant du thème abordé ici, merci de compléter l'article en donnant les références utiles à sa vérifiabilité et en les liant à la section « Notes et références ».
Le Festival des Arcs est un festival gratuit consacré à la musique classique à l'initiative de Roger Godino.
Il se déroule chaque année, depuis 1973, pendant la deuxième quinzaine du mois de juillet et début août, dans la station des Arcs située à Bourg-Saint-Maurice en Savoie.
Le Festival des Arcs accueille chaque année plus de 10 000 auditeurs et une soixantaine de musiciens de renommée internationale, pour 40 concerts, masterclasses, répétitions publiques, conférences et concerts jeune public.

## Historique
L’Académie-Festival des Arcs a été fondée en 1973 par Roger Godino et Yves de Voize, dans l’optique d’offrir à des jeunes et talentueux musiciens du monde entier, un lieu pour leur permettre de se retrouver et pratiquer de la musique ensemble, donner des cours d’instruments et de musique de chambre et faire partager au grand public leur musique. Souhaitant être accessible au plus grand nombre, le festival est depuis toujours gratuit.
Après quelques années aux commandes du festival, les fondateurs ont décidé de passer la main à Pascal Dumay, à Michel Dalberto et Bernard Yannotta dans les années 1990, et depuis 2006 à Eric Crambes. 

### Artistes ayant participé
|           | Artistes ayant participé à l’Académie-Festival des Arcs |
| --------- | --- |
| A         | Françoise Abihssira, Raphaël Aboulker, Alice Ader, Francesco de Angelis, Frederico de Angelis, Andras Adorjan, P. Aich, Pierre-Laurent Aimard, Pierre Amoyal, Gilbert Amy, Nicolas Angelich, Martha Argerich, Michel Arrignon, Florent Audibert, Gilbert Audin, Claude Arimany, Benjamin Attahir |
| B         | Nicolas Bacri, Frederic Baldassare, Maréva Bécu, Aurélie Bouchard, Antoine Bretonnière, Nicolas Baldeyrou, Elisabeth Balmas, Henri Barda, Delphine Bardin, Noelle Barker, Jean-Pierre Bartoli, Olivier Baumont, Julien Beaudiment, Michel Bénet, David Berdery, Franck Bedrossian, Fabrice Bihan, Hervé Billaut, Jacques Blanc, Manuel Blanc, Philippe Berrod, Philippe Bernold, Michel Bérof, Frederic Berteletti, Lise Berthaud, Emmanuelle Bertrand, Robert Bianciotto, Daniel Blumenthal, Florent Boffard, Adrien Boisseau, Emmanuel Borok, Laurent Boukobza, Florence Bourdon, Odile Bourin, Peggy Bouveret, Véronique Briel, Christian Briere, Alexandre Brussilovsky, Gilles Bugeaud, Vanessa Benelli Mosell, Efim Boico, Adrien Bellom, Clémentine Bousquet, Vinciane Béranger, Guillaume Bellom, Jean-Sébastien Borsarello |
| C         | Laurent Cabasso, Catherine Cantin, Gauthier Capuçon, Renaud Capuçon, Silvia Careddu, Philippe Carrara, Hortense Cartier-Bresson, G. Cass, Philippe Cassard, François Casta, José-Daniel Castellon, Gérard Caussé, Bernard Cavanna, André Cazalet, Alexandre Chabod, Nathalie Chabot, Olivier Charlier, Claudine Charreyre, Marina Chiche, Yvan Chiffoleau, Guillaume Chilemme, Lluis Claret, Hélène Clément, Gwenaelle Cochevelou, Amaury Coeytaux, Catherine Collard, Jean-Philippe Collard, Carlo Colombo, Guy Comentale, Marie Condamin, Graziella Contratto, Marc Coppey, Raphael Cottin, Eric Crambes, San Cramer, Raphael Chrétien, Philippe Cuper, Robert Cohen, Emmanuel Curt, Raquel Camarinha, Vassily Chmykov, Jérôme Compte                                                                                             |
| D         | Michel Dalberto, Alain Damiens, Estelle Daniere, Roland Daugareil, Nicolas Dautricourt, Jean-Michel Dayez, Aurélien Delage, Dominique Delahoche, Rémi Delangle, Chrystel Delaval, Hélène Delavault, Jacques Deleplancque, Henri Demarquette, Nathalie Descamps, Romain Descharmes, Claire Désert, Jacques Di Donato, Vladimir Dubois, François-René Duchable, Jérôme Ducros, Augustin Dumay, Pascal Dumay, Pascal Dusapin, Hélène d’Ivoire, Marc Desjardins, Christophe Desjardins, Thomas Duran |
| E         | Akiko Ebi, Brigitte Engerer, Valentin Erben, Robert Expert, Ralph Evans |
| F         | François Fernandez, Véronique Fèvre, Jennifer Fichet, Louis Fima, Amy Flammer, Juan Perez Floristan, Patrice Fontanarosa, Mark Foster, Lawrence Foster, Pierre Fouchenneret, Pierre Franck, Renaud François, Florian Frère, Pia Freund, Camille Fonteneau, Isolde Ferenbach |
| G         | Xavier Gagnepain, David Gaillard, Pascal Gallois, Alexis Galpérine, Boris Garlitzky, Elena Garlitzky, Anne Gastinel, Christophe Gaugué, Sylvie Gazeau, Jean-Christophe Gayot, Oscar Ghiglia, Quentin Gibelin, Arielle Gill, Claude Giron, Raymond Glatard, Françoise Gnéri, Pascal Godart, Jay Gottlieb, Nathanaël Gouin, Jean-Michel Goury, Sophie Goury, Maurice Gendron, Philippe Graffin, Olivier Greif, Howard Griffiths, David Grimal, Hélène Grimaud, Antoine de Grolée, Jean-Philippe Grometto, David Guerrier, Erika Guiomar, François Guye, Alexis Gournel |
| H         | Jean-Louis Haguenauer, Tuija Hakkila, Jérôme Hanar, Julien Hardy, Nicolas Hartmann, Serge Heinz, Jean-François Heisser, Barbara Hendricks, Christoph Henkel, Gilles Henry, Y. Henry, Philippe Hersant, Patrice Hic, Raphaël Hillyer, Philippe Hirschorn, Gary Hoffman, Hans-Peter Hofmann, M. Hoffman, Latica Honda-Rosenberg, Yu Horiuchi, Jean Hubeau, Richard Hyung-Ki Joo, Juan-Miguel Hernandez |
| I         | Sarah Iancu, Aleksey Igudesman, Christian Ivaldi |
| J         | Marie-Claire Jamet, Emmanuel Jacquet, Gaetan Jarry, Sébastien Jaudon, Lieve Jansen, Jean-Jacques Justafré, Raphaël Jouan, Juliette Journeau |
| K         | Ansi Karttunen, Jean-Jacques Kantorow, Morgane Kypriotti, Bum-Jun Kim, Mami Kino, Frederic Kirch, Laurent Korcia, Emmanuel Krivine, Nicolas Krüger, Stanislas Kuchinski, Franck Krawczyk |
| L         | Jean Lacornerie, Isa Lagarde, Frederic Lagarde, Chantal Lamarre, Fabrice Lamarre, Marie-Pierre Langlamet, Christian Lardé, Emmanuelle Le Cann, Marie Leclercq, Laurent Lefèvre, Mathieu Lejeune, Marion Lenart, Pierre Lénert, Sophie Lenoir, Isabelle Lequien, Karine Lethiec, Saskia Lethiec, Michaël Levinas, Eric Levionnois, Hélène Levionnois, Ludovic Levionnois, Yann Levionnois, Jean-Marc Liet, David Lively, Frederic Lodéon, Germaine Lorenzini, Jean-Marc Luisada, Eloïse Luzzati, Martin Löhr |
| M         | Florentine Mulsant, Nikita Magaloff, Richard Malblanc, Florence Malgoire, Nicolas Mallarte, Sevan Manoukian, Bruno Mantovani, Nicolas Marié, Ernesto Martinez Izquierdo, Pablo Marquez, Laurent Martin, Marc Marder, Hélène Maréchaux, Léo Marillier, Jean-Christophe Marti, Olivier Massot, Martin Matalon, Bruno Maurice, Elsa Maurus, Agnès Melchior, Colin Melquionf, Claire Merlet, Alain Meunier, Paul Meyer, Michel Michalakakos, Nathan Mierdl, Laurent Molinès, Marc Monnet, Michel Moraguès, Pascal Moraguès, Stéphanie Moraly, Iurie Morar, Raphaël Moreau, Julie Morel, Isabelle Moretti, Jean Mouillère, Olivier Moulin, Magali Mosnier, Cristophe Mourguiard, Roger Muraro, A. Mussou, Philip Myers, Diana Mykhalevych, Victor Metral, Laure-Hélène Michel, Guillaume Marquet.                                        |
| N         | Emile Naoumoff, Diana Mykhalevych, A. Neveu, Jean-Frédéric Neuburger |
| O         | Raphaël Oleg, Célia Oneto Bensaid |
| P         | Romano Pallottini, Guillaume Paoletti, Geoffrey Parsons, Bruno Pasquier, Régis Pasquier, Vincent Pasquier, Vincent Paulet, François Payet-Labonne, Jean-Claude Pennetier, Camille Pépin, Juan Perez Floristan, Adrien Perruchon, Yves Petit de Voize, Jean-Marc Philips, Xavier Phillips, Raphaël Pidoux, Roland Pidoux, Brenda Poupard, Roland Pidoux, Michel Piquemal, Pierre-Yves Plaçais, Alain Planès, Christine Plubeau, Georges Pludermacher, Christophe Poiget, Joël Pontet, Michel Portal, Gérard Poulet, Gildas Prado, G. Prouvost, Antoine Paul, Julie Prola, Serge Menozzi, Marlène Prodigo |
| R         | Daniel Raclot, Marion Ralincourt, Sahy Ratianarinaivo, Heidi Raymond, Louise de Raymond, Bertrand Raynaud, P. Reach, Xavier Rist, Valérie Robilliard, Gregorio Robino, Carlos Roque-Alcina, Ruth Rosique, Emmanuel Rossfelder, Pierre Roullier, Louis Roullier, A. Roussin, Quentin Routier, Eckhard Rudolph, Marie-Hélène Rudolph, Eric Ruf |
| S         | François Salque, Edouard Sapey-Triomphe, Kaija Saariaho, Eladio Scharron, Lyonel Schmit, Richard Schmoucler, S. Schneider, F. Sichler, Yael Senamaud, Hüseyin Sermet, David Shallon, David Simpson, Evgeni Sinaiski, Dimitri Sitkovetsky, Martial Solal, Eric Sombret, Antonio Soria, Noël Spieth, Frederic Stochl, Oscar Strasnoy, Scott Stroman, Emmanuel Strosser, Geneviève Strosser, Jean Sulem, Agnès Sulem-Bialobroda, Guillaume Sutre, Akiko Suwanai, David Saudubray, Klaidi Sahatci, Lucie Seillet |
| T         | Ayako Tanaka, Eric Tanguy, Frederic Tardy, Thomas Tercieux, Bernard Tétu, Alexandre Tharaud, Fabien Thouan, Gaelle Thouvenin, Sandrine Tilly, Ludovic Tissus, M. Tournier, Sabine Toutain, Philippe Tribot, Catherine Trottman |
| V         | Jean-Claude Vanden-Eynden, Maud Vanderberque, Raoul Vignal, Tibor Varga, Jean-Pierre Vasseur, Dimitri Vassilakis, Sabine Vatin, Jean-Claude Velin, Laurent Verney, Jacques Verzier, Franck Vincent, Pierre-Alain Volondat, Vassilis Varvaresos |
| W         | Jean-Pierre Wallez, Geoffrey Wharton, Elisabeth Westenholz, Sonia Wieder-Atherton, Lambert Wilson, Nicolas Worms |
| X         | Yingjia Xue |
| Y         | Bernard Yannotta |
| Z         | Simon Zaoui, Robert Zimansky, Zhu Zhao Mei, N. Zobermann, Jean-François Zygel |
| Ensembles | Camerata du Rhône, Trio Bergamasque, Trio Hélios, Trio Wanderer, Quatuor Arpeggione, Quatuor Benaïm, Ensemble Calliopée, Quatuor Ebène, Quatuor Fine Arts, Quatuor Gaïa, Quatuor Orféo, Quatuor Ysaye, Orchestre Des Pays de Savoie, Quatuor Parisii, Quatuor Psophos, Quatuor Rosamonde, Ensemble Sirba Octet, Quatuor Octopus, Quatuor Debussy, Ensemble 2e2m, Quatuor Akilone, Quatuor Elmire, Trio Metral |

### Programmation des différentes éditions
| N° Édition | Dates du festival             | Thématique de l'édition                                               | Compositeur invité                                                             |
| ---------- | ----------------------------- | --------------------------------------------------------------------- | ------------------------------------------------------------------------------ |
| 50         | 16 juillet au 28 juillet 2023 | 50e anniversaire du festival                                          |                                                                                |
| 49         | 15 juillet au 29 juillet 2022 | Les musiques romantiques françaises                                   | Alexandre Gasparov                                                             |
| 48         | 18 juillet au 30 juillet 2021 | Musique et pouvoir -ou- le pouvoir de la musique                      | Benoît Menut                                                                   |
| 47         | 19 juillet au 29 juillet 2020 | Hommage à Roger Godino                                                | Camille Pépin                                                                  |
| 46         | 17 juillet au 2 août 2019     | La musique hongroise à travers les siècles                            | Benjamin Attahir                                                               |
| 45         | 15 juillet au 1er août 2018   | Bernstein et l'Amérique du XXe siècle                                 | Florentine Mulsant                                                             |
| 44         | 16 juillet au 1er août 2017   | Frescobaldi - Francesconi : 4 siècles de musique de chambre en Italie | Franck Krawczyk                                                                |
| 43         | 18 juillet au 3 août 2016     | Le Groupe des Six                                                     | Jean-Frédéric Neuburger                                                        |
| 42         | 19 juillet au 2 août 2015     | La musique classique d'inspiration populaire                          | Kryštof Mařatka                                                                |
| 41         | 19 juillet au 3 août 2014     | La musique espagnole                                                  | Martin Matalon                                                                 |
| 40         | 18 juillet au 4 août 2013     | 40 ans de révélations…                                                | Table ronde avec : Kaija Saariaho Vincent Paulet Oscar Strasnoy Martin Matalon |
| 39         | 18 juillet au 2 août 2012     | Transcriptions & paraphrases                                          | Vincent Paulet                                                                 |
| 38         | 17 juillet au 5 août 2011     | La Musique russe                                                      | Éric Tanguy                                                                    |
| 37         | 18 juillet au 2 août 2010     | Les compositrices                                                     | Kaija Saariaho                                                                 |
| 36         | 19 juillet au 7 août 2009     | Brahms, Berio, Strasnoy                                               | Oscar Strasnoy                                                                 |
| 35         | 20 juillet au 5 août 2008     | Sibelius, Grieg, Berwald…                                             | Laurent Martin                                                                 |
| 34         | 15 juillet au 30 juillet 2007 | 1850-1950 : un siècle de musique de chambre en France                 | Nicolas Bacri                                                                  |
| 33         | 16 juillet au 29 juillet 2006 |                                                                       | Bernard Cavanna                                                                |
| 32         | 17 juillet au 1er août 2005   | Autour de Stravinsky                                                  |                                                                                |
| 31         | 17 juillet au 2 août 2004     | Intégrale des sonates pour violoncelle et piano de Beethoven          |                                                                                |
| 30         | 12 juillet au 31 juillet 2003 | Les 30 ans du Festival                                                |                                                                                |
| 29         | 13 juillet au 27 juillet 2002 | Hommage à Olivier Greif                                               | Bruno Mantovani                                                                |
| 28         | 14 juillet au 2 août 2001     |                                                                       | Marc Monnet                                                                    |
| 27         | 15 juillet au 2 août 2000     |                                                                       | Jean-Christophe Marti                                                          |
| 26         | 18 juillet au 4 août 1999     |                                                                       | Phillipe Hersant                                                               |
| 25         | 18 juillet au 7 août 1998     | Les 25 ans : autour de la musique américaine                          | Olivier Greif                                                                  |
| 24         | 13 juillet au 1er août 1997   |                                                                       |                                                                                |
| 23         | 14 juillet au 26 juillet 1996 | Musique anglaise                                                      |                                                                                |
| 22         | 15 juillet au 5 août 1995     | Autour de l'Espagne                                                   |                                                                                |
|            |                               | ....                                                                  |                                                                                |
| 1          | 1973                          | 1re édition : 1973                                                    |                                                                                |